# Глудзь, Славой Лешек
Славой Лешек Глудзь (пол. Sławoj Leszek Głódź; 13 августа 1945, Бобрувка, Белостокское воеводство) — польский католический архиепископ, генерал дивизии. Глава военного ординариата Войска Польского (21 января 1991 г. — 26 августа 2004 г.). С 26 августа 2004 года — архиепископ «ad personam» Варшавско-Пражский, а с 17 апреля 2008 года по 13 августа 2020 года — архиепископ-митрополит Гданьский.

## Ранние годы
В 1964 году он начал обучение в Белостокской духовной семинарии, откуда на третьем курсе был призван в армию на два полных года. Военную службу проходил в одной из канцелярских рот, созданных в то время в составе 32-го Будзишинского механизированного полка в Колобжеге и Мазурской саперной бригады в Подюхах под Щецином.
Рукоположен во священники 14 июня 1970 года епископом Хенриком Гулбиновичем, апостольским администратором в Белостоке.
После рукоположения работал в Шудзялове под Белостоком и в Париже среди польской общины. Изучал каноническое право в Католическом институте в Париже и в Люблинском католическом университете. Он получил докторскую степень в Папском восточном институте в Риме по каноническому праву восточнокатолических церквей (1980 год).

## Служба в Риме
В период с марта по декабрь 1980 года был сотрудником Архиерейского Синода в Риме. Затем работал в Архиерейской курии и Архиерейском дворе в Белостоке. В то же время он был директором катехизического кабинета. В 1981 году он был капелланом «Солидарности» в Белостокском воеводстве.
С сентября 1981 года начал работать в Ватикане, в Конгрегации по делам восточных церквей, где руководил секцией Церкви византийско-украинского обряда и секцией Церкви в Беларуси византийско-русинского обряда.
8 сентября 1984 года он был произведен в почётные прелаты Его Святейшества.

## Служба в Военном ординариате Войска Польского
21 января 1991 года, с учреждением Полевого Ординариата в Польше, он был назначен Папой Полевым Епископом Войска Польского с титульной резиденцией в Беттоне, Италия.
23 февраля 1991 года он был рукоположен во епископа в Ясногурской базилике, а через день совершил торжественный вход с воинской церемонией в Полевой собор Войска Польского.
В 1994 году Иоанн Павел II назначил его в группу советников Конгрегации Восточнокатолических церквей.
Со 2 мая 1995 года он является делегатом Польской епископской конференции по пастырскому попечению о польских скаутах.
22 января 1998 года Иоанн Павел II назначил его членом Центрального Бюро по пастырской координации полевых ординариев Конгрегации по делам епископов.
7 марта 1998 года Иоанн Павел II уполномочил Конгрегацию епископов изменить титульную столицу польского полевого епископа Беттонского на титул: Военный епископ Польши (итал. Vescovo Militare per la Polonia).
Он является членом Польского епископского совета по социальным вопросам и Совета по делам польской диаспоры и поляков за рубежом Конференции польских епископов. Он участвует в Комитете по постоянным контактам епископата Франции и Польши.
Он был членом Национального комитета по юбилейному 2000 году. Решением конференции польских епископов 22 июня 2001 года он был назначен Национальным капелланом ветеранов. 29 ноября 2001 года Конференция польских епископов избрала его председателем Совета по социальным коммуникациям конференции. 21 марта 2002 года на пленарном заседании Конференции польских епископов он стал председателем группы епископов по пастырскому попечению Радио Мария.
28 ноября 2002 г. он был назначен членом Постоянного совета Конференции польских епископов.
Конференция польских епископов 30 апреля 2003 года, выступая в качестве основателя Фонда «Дело нового тысячелетия», приняла резолюцию о его назначении в Совет этого Фонда сроком на 3 года, начиная с 10 мая 2003 года.
17 июля 2004 года Иоанн Павел II — в знак признания его трудов и заслуг — возвел его в сан Архиепископа «ad personam».

## Во главе епархий
26 августа Иоанн Павел II назначил архиепископа ad personam ординарием Варшавско-Пражской епархии.
17 апреля 2008 года Бенедикт XVI назначил его архиепископом-митрополитом Гданьским.
В прессе прозвучали обвинения в адрес иерарха в том, что он отказывался действовать по сообщениям о педофильных действиях, совершенных гданьскими священниками, и использовании моббинга против подчиненных ему священников. После его ухода в отставку в 2020 году, Святой Престол по результатам расследования в отношении него принял ряд дисциплинарных мер, в том числе приказал ему жить за пределами Гданьской архиепископии и запретил участие в публичных торжествах и собраниях на её территории.

## Деятельность после отставки
В июне 2021 года он был избран старостой Пяски, части села Бобрувка, там он родился и жил после отъезда из Гданьской архиепископии. Занятие этой должности вызвало споры в соответствии с каноном 285 § 3 Кодекса канонического права, который запрещал духовенству занимать государственные должности.

## Воинские звания
- Генерал бригады (18 апреля 1991 года)
- Генерал дивизии (11 ноября 1993 года)

## Награды
- Командор со звездой ордена Возрождения Польши (2 ноября 1998 года) — за выдающиеся заслуги на пастырской службе в Войске Польском и общественную деятельность
- Офицер ордена Возрождения Польши (22 декабря 1995 года)
- Конвентуальный капеллан ad honorem Мальтийского ордена (2000 год)
- Командор со звездой ордена Святого Гроба Господнего Иерусалимского (13 ноября 2000 года)
- Золотая медаль «За заслуги в культуре Gloria Artis» (27 октября 2005 года)[4].
- Медаль Milito Pro Christo (2005)
- Большой крест заслуг ордена «За заслуги перед Федеративной Республикой Германия»[5].
- Бронзовый знак «За заслуги для противопожарной службы» (26 апреля 2018 года)[6].